# Caity Matter
Caitlin Brooke Matter, detta Caity (Bluffton, 22 agosto 1982), è un'ex cestista statunitense.

## Carriera
Ha giocato con la Ohio State University e con le Charlotte Sting nella WNBA.

## Palmarès
- Miglior tiratrice di liberi NWBL (2006)